# Santiago do Cacém
Santiago do Cacém és un municipi portuguès, situat al districte de Setúbal, a la regió d'Alentejo i a la subregió d'Alentejo Litoral. L'any 2004 tenia 30.203 habitants. Limita al nord amb Grândola, al nord-est amb Ferreira do Alentejo, a l'est amb Aljustrel, al sud amb Ourique i Odemira i a l'oest amb Sines i l'oceà Atlàntic.

## Població
| Població del concelho de Santiago do Cacém (1801 – 2004) | Població del concelho de Santiago do Cacém (1801 – 2004) | Població del concelho de Santiago do Cacém (1801 – 2004) | Població del concelho de Santiago do Cacém (1801 – 2004) | Població del concelho de Santiago do Cacém (1801 – 2004) | Població del concelho de Santiago do Cacém (1801 – 2004) | Població del concelho de Santiago do Cacém (1801 – 2004) | Població del concelho de Santiago do Cacém (1801 – 2004) | Població del concelho de Santiago do Cacém (1801 – 2004) |
| -------------------------------------------------------- | -------------------------------------------------------- | -------------------------------------------------------- | -------------------------------------------------------- | -------------------------------------------------------- | -------------------------------------------------------- | -------------------------------------------------------- | -------------------------------------------------------- | -------------------------------------------------------- |
| 1801                                                     | 1849                                                     | 1900                                                     | 1930                                                     | 1960                                                     | 1981                                                     | 1991                                                     | 2001                                                     | 2004                                                     |
| 6854                                                     | 8045                                                     | 18576                                                    | 25878                                                    | 33579                                                    | 29191                                                    | 31475                                                    | 31105                                                    | 30203                                                    |

## freguesias
- Abela
- Alvalade
- Cercal do Alentejo
- Ermidas-Sado
- Santa Cruz
- Santiago do Cacém
- Santo André
- São Bartolomeu da Serra
- São Domingos
- São Francisco da Serra
- Vale de Água